# Halticoptera aenea
Halticoptera aenea är en stekelart som först beskrevs av Walker 1833.  Halticoptera aenea ingår i släktet Halticoptera och familjen puppglanssteklar. Arten är reproducerande i Sverige. Inga underarter finns listade i Catalogue of Life.